# Liste der Biografien/Orh
Liste der Biografien |
Portal Biografien |
Personensuche
# |
A |
B |
C |
D |
E |
F |
G |
H |
I |
J |
K |
L |
M |
N |
O |
P |
Q |
R |
S |
T |
U |
V |
W |
X |
Y |
Z |
?
 
Oa |
Ob |
Oc |
Od |
Oe |
Of |
Og |
Oh |
Oi |
Oj |
Ok |
Ol |
Om |
On |
Oo |
Op |
Oq |
Or |
Os |
Ot |
Ou |
Ov |
Ow |
Ox |
Oy |
Oz
 
Ora |
Orb |
Orc |
Ord |
Ore |
Orf |
Org |
Orh |
Ori |
Orj |
Ork |
Orl |
Orm |
Orn |
Oro |
Orp |
Orr |
Ors |
Ort |
Oru |
Orv |
Orw |
Orx |
Ory |
Orz
Die Liste der Biografien führt alle Personen auf, die in der deutschsprachigen Wikipedia einen Artikel haben. Dieses ist eine Teilliste mit 9 Einträgen von Personen, deren Namen mit den Buchstaben „Orh“ beginnt.

## Orh

### Orha
- Orhan I. (* 1281), osmanischer Sultan
- Orhan, Amigo, türkischer Fußballfan
- Orhan, Çekdar (* 1998), deutsch-türkischer Fußballspieler
- Orhan, Mahmut (* 1993), türkischer DJ und MusikproduzentMahmut Orhan (* 1993)

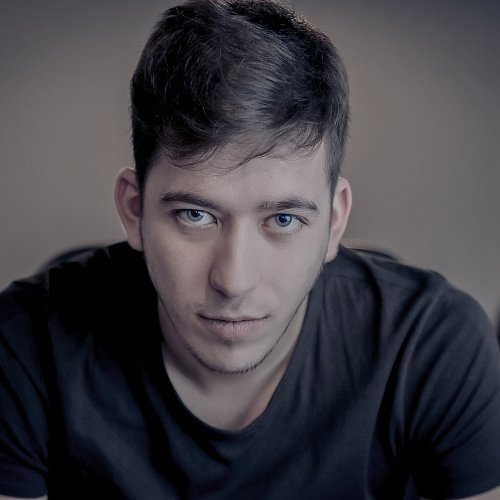
Mahmut Orhan (* 1993)

- Orhan, Oğuzhan (* 1998), türkischer Fußballspieler

### Orho
- Orhon, Burçin (* 1962), türkische Schauspielerin und Tänzerin
- Orhorhoro, Ruke (* 2001), US-amerikanischer American-Football-Spieler

### Orhu
- Orhun, Deniz (* 1974), türkische Köchin und Moderatorin
- Orhunöz, Bensu (* 1965), türkische Schauspielerin